# Каменский уезд
Каменский уезд — административно-территориальная единица в составе Алтайской и Ново-Николаевской губерний, существовавшая в 1917—1925 годах. Центр — Камень-на-Оби.
Каменский уезд был образован в июне 1917 года при создании Алтайской губернии.
13 июня 1921 года Каменский уезд был передан в состав Новониколаевской губернии. При этом часть его территории была передана в Каргатский и Черепановский уезды.
В феврале 1923 года Плесо-Курьинская волость Каменского уезда была передана в Славгородский уезд Омской губернии.
В 1925 году Каменский уезд был упразднён, а его территория передана в Каменский округ Сибирского края